# Brandenburger Bank Volksbank-Raiffeisenbank
Die Brandenburger Bank Volksbank-Raiffeisenbank eG ist eine deutsche Genossenschaftsbank mit Sitz in der brandenburgischen kreisfreien Stadt Brandenburg an der Havel.

## Geschichte
Gegründet wurde die Bank am 15. April 1930 als Brandenburger Spar- und Kreditbank eGmbH. Neun Jahre später erfolgte die Umfirmierung in die Volksbank Brandenburg (Havel) eGmbH. Im Mai 1945 schloss die Volksbank Brandenburg „infolge Feindalarm“ ihre Schalter und erst ein knappes Jahr später am 11. April 1946 nahm sie den Geschäftsbetrieb wieder auf.
Im Jahr 1966 verschmolz die seit 1947 betitelte Bank für Handwerk und Gewerbe Brandenburg (Havel) mit der Bank für Handwerk und Gewerbe eGmbH Brandenburg-Plaue mit dem Sitz in Plaue. Weitere Verschmelzungen mit Banken in Golzow, Wusterwitz, Drewitz, Ziesar und Umgebung folgten und das Geschäftsgebiet wurde aufs Havelland und Potsdam-Mittelmark ausgeweitet.
Mehrere Umfirmierungen begleiteten die Übernahmen der ländlichen Banken, bis die seit 1990 betitelte Volksbank für Handwerk und Gewerbe eG Brandenburg am 2. Juli 1991 mit der Raiffeisenbank Brandenburg e.G. fusionierte und in Brandenburger Bank Volksbank-Raiffeisenbank e.G. umbenannt wurde.
Zuletzt fusionierte die Bank im Jahr 1999 mit der Raiffeisenbank eG Nauen mit dem Sitz in Nauen.

## Rechtsverhältnisse
Die Brandenburger Bank Volksbank-Raiffeisenbank eG ist im Genossenschaftsregister beim Amtsgericht Potsdam unter GnR 323 eingetragen.

## Organisationsstruktur
Rechtsgrundlagen sind das Genossenschaftsgesetz und die durch die Generalversammlung beschlossene Satzung. Organe der Bank sind der Vorstand, der Aufsichtsrat und die Generalversammlung.

## Sicherungseinrichtung
Die Brandenburger Bank Volksbank-Raiffeisenbank eG ist der amtlich anerkannten Sicherungseinrichtung des Bundesverbandes der Deutschen Volksbanken und Raiffeisenbanken GmbH und der zusätzlichen freiwilligen Sicherungseinrichtung des Bundesverbandes der Deutschen Volksbanken und Raiffeisenbanken e.V. angeschlossen.

## Geschäftsausrichtung
Die Brandenburger Bank Volksbank-Raiffeisenbank eG betreibt das Universalbankgeschäft. Im Verbundgeschäft arbeitet sie mit der DZ Bank, R+V Versicherung, Bausparkasse Schwäbisch Hall, Teambank, VR Smart Finanz, DZ Hyp und der Union Investment zusammen.

## Ausbildung
Die Brandenburger Bank Volksbank-Raiffeisenbank eG bietet pro Ausbildungsjahr mehrere Ausbildungsplätze zur/m Bankkauffrau/-mann an. Nach der Ausbildung fördert sie das Absolvieren von Qualifikationsmaßnahmen zum Bankfachwirt bzw. Bankbetriebswirt.

## Crowdfunding
Die Brandenburger Bank Volksbank-Raiffeisenbank eG stellt gemeinnützigen Vereinen das Crowdfunding-Portal "Viele schaffen mehr" zur Verfügung, über das Gelder gesammelt und Projekte finanziert werden können.

## Geschäftsgebiet
Das Geschäftsgebiet liegt in Brandenburg an der Havel und im Westen des Landkreises Havelland sowie im Landkreis Potsdam-Mittelmark.
An diesen Orten betreibt die Bank Filialen:
- Brandenburg an der Havel (Hauptstelle, jur. Sitz + 2 Geschäftsstellen + 5 SB-Geschäftsstellen)
- Nauen (Geschäftsstelle)
- Ketzin (Geschäftsstelle)
- Groß Kreutz (Geschäftsstelle)
- Kloster Lehnin (Geschäftsstelle)
- Ziesar (Geschäftsstelle)
- Golzow (Geschäftsstelle)